# Keith Mullings
Keith Mullings est un boxeur américain né le 1er août 1968 dans la paroisse de Manchester en Jamaïque et mort le 30 mai 2021.

## Carrière
Passé professionnel en 1993, il devient champion du monde des super-welters WBC le 6 décembre 1997 en battant par arrêt de l'arbitre au 9e round son compatriote Terry Norris. Mullings conserve cette ceinture face à Davide Ciarlante puis perd aux points contre Javier Castillejo le 29 janvier 1999. Il met un terme à sa carrière en 2001 sur un bilan de 16 victoires, 8 défaites et 1 match nul.